# 粗根大戟
粗根大戟（学名：Euphorbia macrorrhiza）是大戟科大戟属的植物。分布于哈萨克斯坦、俄罗斯以及中国大陆的新疆等地，生长于海拔1,100米至1,300米的地区，一般生长在灌木草原至中山带石坡，目前已由人工引种栽培。